# Língua materna
Língua materna (também língua nativa) é a primeira língua que uma criança aprende e que geralmente corresponde ao grupo étnico-linguístico com que o indivíduo se identifica culturalmente. Ou é a primeira lingua de comunicação. Por exemplo, uma criança descendente de portugueses mais facilmente irá adotar a língua que os seus pais utilizam devido às suas origens. Em certos casos, quando a criança é educada por pais (ou outras pessoas) que falem línguas diferentes, é possível adquirir o domínio de duas línguas simultaneamente, cada uma delas podendo ser considerada língua materna, configura-se então uma situação de bilinguismo.
A expressão língua materna provém do costume em que as mães eram as únicas a educar os seus filhos na primeira infância, fazendo com que a língua da mãe seja a primeira a ser assimilada pela criança, condicionando seu aparelho fonador àquele sistema linguístico. A aquisição da língua materna ocorre em várias fases. Inicialmente, a criança regista literalmente os fonemas e as entonações da língua, sem ainda ser capaz de os reproduzir. Em seguida, começa a produzir sons e entonações até que seu aparelho fonador permita-lhe a articular palavras e organizar frases, assimilando contemporaneamente o léxico. A sintaxe e a gramática são integradas paulatinamente dentro deste processo de aprendizagem.

## Abordagens de linguistas
Saussure não define o conceito de falante nativo, mas de comunidade de fala/língua. Propõe três categorias: langage (o que acontece linguisticamente em uma comunidade de fala), langue (o sistema linguístico utilizado) e parole (a fala realmente utilizada pelas pessoas). Afirma que membros de uma mesma comunidade linguística, embora falem de forma diferente, entendem-se mutualmente e que, portanto, devem compartilhar uma série de regras que lhes permite o entendimento.
O linguista Bloomfield, autor de Linguagem não utiliza o termo falante nativo mas usa “a língua nativa”. Chomsky afirma que “cada pessoa é um falante nativo de estados de uma língua particular que ‘cresce’ em seu cérebro/sua mente ”. Ele compõe uma das ambiguidades que existe na ideia de falante nativo e usa-a para se referir a uma pessoa e a um ideal.
Para Paikeday  existe um determinante genético de aquisição de fala e “ser humano é ser um falante nativo”. Ele aponta a discriminação no emprego do termo fala nativa, que se usa contra falantes que não possuem as características ideais e afirma que este termo não deve ser usado para excluir certos tipos de pessoas do ensino da língua, edição de dicionários, documentos e outras funções semelhantes. Acredita que a melhor solução é separar o ideal e os significados operativos do falante nativo. Para ele, os verdadeiros árbitros de gramaticalidade não são apenas os falantes nativos, mas também usuários com proficiência na língua. 
Felix  propõe a existência de dois sistemas cognitivos distintos para o aprendizado de uma língua: o primeiro é um sistema de estruturas cognitivas de língua específica e o segundo são estruturas cognitivas de resolução de problema. De acordo com o autor, o primeiro é disponível até a puberdade e por isso, para adquirir uma língua, o falante nativo utiliza principalmente o sistema de estruturas cognitivas de língua específica, enquanto que no falante não-nativo, os dois sistemas competem um com o outro. 
Segundo Tannen & Saville-Troike, a competência comunicativa do falante nativo significa uma aquisição de várias habilidades interacionais, dentre elas: a capacidade de relacionar-se e adaptar-se a outros interlocutores, observar o protocolo pragmático, ser sensível ao contexto e desse modo, poder acessar unidades linguísticas adequadas, desempenhar diálogo de maneiras apropriadas e ser capaz de relacionar um texto contínuo à própria compreensão de mundo do usuário. Portanto, para o falante nativo, existe um menor esforço ao interagir verbalmente com familiares e, com isso mais silêncio não preenchido (informação implícita) entre familiares se comparado a uma interação com estranhos.
Richards et al. dá ênfase à importância da intuição para definir um falante nativo. Hymes (1970) propôs o termo competência comunicativa para tratar do conhecimento aprendido a partir de normas culturais, que é crucial no uso da língua, em especial do falante nativo. Para esta competência, não é suficiente saber o que se fala, é preciso saber como se diz. E o “como” para este autor não se refere à performance de fala, mas ao uso adequado do registro, da variedade, do texto, da fórmula, do tom de voz e da formalidade. Para o falante nativo, em geral,  o uso das formas apropriadas é adquirida através de sua língua materna.

## Outras características
No falante nativo, a língua está muito ligada à comunidade de fala, ao senso de identidade e à cultura. Com relação à competência, ele tem noção de automaticidade, isto é, de um desempenho sem pensar em todas as áreas de seu conhecimento pois ele é familiar com todos os recursos estruturais do código linguístico e é capaz de fazer julgamentos de percepção, além disso, aprende sua primeira língua de acordo com um sistema cognitivo específico de línguas. Por isso, ele tem mais conhecimento e consciência de sua própria gramática, de sua própria fala e do outro. 
De acordo com diversos linguistas, existe uma gramática cujo nível de abstração está acima da fala individual, assim, neste sentido ser um falante nativo significa estar linguisticamente próximo a outros falantes. Deste modo, a língua comum de qualquer comunidade, seja de uma família, cidade, tribo, povoado, região, ilha, país  pode ser objeto de descrição gramatical.
Porter relata que falantes nativos não usam o tipo de linguagem agramatical algumas vezes encontrada na fala de um estrangeiro. Os erros de falantes nativos costumam ser de performance, concordância de sujeito e verbo e referência de pronome. Possuem também significativamente mais palavras (vocabulário) e são capazes de monitorar sua própria fala e a fala de outro interlocutor mais atentamente, este que é o padrão paralelo ao de autocorreção e correção dos outros. Reconhecem mais facilmente quando uma frase, texto ou som (pronúncia) pode ser ou não de sua língua, se lhe é familiar ( correto ) ou não, sabem quando uma palavra ou expressão nova, que ele nunca ouviu antes ou inventou, “pertence” à sua língua. Ou seja, o falante nativo tem a capacidade e a autoridade para gerar criatividade na língua nas mais diversas áreas. Também fazem regressão, correspondência e negociações.

### Bibliográficas
- CORACINI, M. J. Língua estrangeira e língua materna: uma questão de sujeito e identidade. In: CORACINI, M. J. ( org. ). Identidade e Discurso: (des)construindo subjetividades. Campinas: Editora da UNICAMP, 2003. ISBN: 85-2680-635-1

- DAVIES, A. The Native Speaker: Myth and Reality. Clevedon: Multilingual Matters, 2003. ISBN 1-85359-622-1

- GRIGOLETTO. M. Representação, identidade e aprendizagem de língua estrangeira. In: CORACINI, M. J. ( org. ) Identidade e Discurso: (des)construindo subjetividades. Campinas: Editora da UNICAMP, 200